# Raimondo V di Pallars Jussà
Raimondo V di Pallars Jussà (in spagnolo Ramón, in catalano Ramon, in francese Raymond; metà secolo XII circa – settembre 1177) fu Conte di Pallars Jussà dal 1174 alla sua morte.

## Origine
Secondo i due documenti il n° 39 ed il n° 156, datato 1170, del El Monestir de Santa Maria de Gerri (segles XI-XV) Collecció Diplomática, II (non consultati), Raimondo era il figlio secondogenito del Conte di Pallars, Arnaldo Mir I e di Ória o Aurea de Entença, figlia di Bernardo de Entença, signore di Alcolea de Cinca.

Secondo il capitolo n° XXXVI del libro XLVI della España sagrada. 46, De las santas iglesias de Lérida, Roda y Barbastro, Arnaldo Mir I di Pallars Jussà era il figlio primogenito del Conte di Pallars, Arnaldo Raimondo I e di Almodis di Cerdayna, figlia di Enrico di Cerdayna, figlio del Conte di Cerdanya e del Conflent, Raimondo di Cerdanya, come ci viene confermato dalle Gesta Comitum Barchinonensium.

## Biografia
Nel 1172, suo padre, Arnaldo Mir I aveva associato Raimondo al governo della contea; infatti in un documento, datato 1172, inerente ad una donazione di un castello al conte di Barcellona e re di Aragona, Alfonso II il Casto, Raimondo, come testimone firmò col titolo di conte di Pallars.
Suo padre, Arnaldo Mir I, morì nel mese di ottobre 1174; Raimondo gli succedette come Raimondo V, ma dovette opporsi al testamento del padre redatto, nel 1157 e ratificato, nel 1171, in cui lasciava la contea all'Ordine Ospedaliero di San Giovanni di Gerusalemme, che avrebbe dovuto designare il successore di Raimondo V.
Nel gennaio 1174, Raimondo firmò con Artaldo IV Conte di Pallars Sobirà, un accordo di mutuo soccorso contro ogni avversario, tranne il conte di Barcellona e re di Aragona, ed i suoi fedeli.
Nel 1175, Raimondo si accordò col vescovo di Urgell per governare congiuntamente la città di Tremp. 
<bf>Nel marzo di quello stesso anno, Raimondo ricevette sotto la sua protezione la città di Santa Fe nel distretto di Galliners in cambio di una fornitura annuale di avena, orzo, grano, polli e pecore.
Raimondo morì prematuramente, nel settembre 1177, come ci testimonia il documento n° 393 dei Documentos para el estudio del Valle del Ebro', Vol. V (non consultato), in cui sua madre, Oria di Entenza (Domna Oria comitissa Palearensis), fece una donazione per l'anima del figlio, Raimondo (filii mei Raimundi comitis Palearensis), morto da pochi giorni e tumulato a Cásouas (in Cásouas).

Raimondo, in quello stesso anno, aveva fatto testamento lasciando alla figlia Valença la contea di Pallars e alcuni beni in Cerdanya e Conflent, tutto sotto la tutela e la reggenza della nonna (madre di Raimondo) Oria d'Entença.

## Matrimonio e discendenza
Raimondo aveva sposato Anglesa di Cardona, figlia del Visconte di Cardona, Raimondo Folco III e della moglie,  Isabella Sibilla di Urgell, come ci viene confermato dalle Historia de los condes de Urgel, Tomo I.

Raimondo da Anglesa di Cardona non ebbe una figlia:
- Valença († 1182), Contessa di Pallars Jussà[5][6].

Secondo altre fonti, Raimondo aveva avuto due mogli:

la prima di cui non si conoscono né il nome né gli ascendenti, che gli diede la figlia, Valença;

la seconda, Anglesa di Cardona, che non gli diede figli.

### Fonti primarie
- (LA)  España sagrada. 46.
- (LA)  Rerum Gallicarum et Francicarum Scriptores, Tomus XII.
- (ES)  Historia de los condes de Urgel, Tomo I.